# 宮地久寿馬
宮地 久寿馬（みやぢ くすま、1872年12月25日〈明治5年11月25日〉 - 1945年9月30日）は、日本の陸軍軍人。最終階級は陸軍中将。

## 履歴
1872年（明治5年）、高知城下大川筋（現在の高知市）に生まれた。海南中学校（現在の高知県立高知小津高等学校）を経て、1894年（明治27年）7月、陸軍士官学校（5期）を卒業。同年9月、歩兵少尉に任官。1902年（明治35年）11月、陸軍大学校（16期）を卒業した。
堺連隊区司令官などを経て、1915年（大正4年）8月、歩兵大佐に昇進し歩兵第68連隊長に就任。1917年（大正6年）8月、第1師団参謀長となり、中支那派遣隊司令官に転じ、1919年（大正8年）4月、陸軍少将に進級。1920年（大正9年）8月、歩兵第12旅団長に就任し、近衛歩兵第1旅団長を経て、1924年（大正13年）2月、陸軍中将に進み旅順要塞司令官に着任。同年8月、陸軍士官学校長に転じ、1926年（大正15年）3月、第14師団長に親補された。1929年（昭和4年）8月に待命となり、同月、予備役編入となった。
退役後は土陽会副会長、土佐協会評議員兼理事長などを務めた。1945年（昭和20年）9月、栃木県で死去。

## 栄典
位階
- 1924年（大正13年）3月29日 - 従四位[1]
- 1926年（大正15年）4月15日 - 正四位[2]
- 1929年（昭和4年）5月2日 - 従三位[3]
- 1929年（昭和4年）9月30日 - 正三位[4]

勲章
- 1927年（昭和2年）6月20日 - 勲一等瑞宝章[5]